# Vera Evenborn
Vera Maria Evenborn, född 25 juli 1907 i Ystad, död 14 juli 2002 i Sankt Johannes församling, Malmö, var en svensk tecknare och målare.
Hon var dotter till typografen Alfred Andersson och Ingrid Svensson och från 1940 gift med Evert Evenborn (1915–1989). Deras son Lars, född 21 januari 1947, bor numera i sitt föräldrahem på Solbacken/Mellanheden i Malmö.
Evenborn studerade vid Schule Reimann i Berlin 1934 och vid Skånska målarskolan i Malmö 1943–1944 samt vid Hovedskous målarskola i Göteborg 1944–1947. Hon medverkade i Göteborgs konstförenings decemberutställningar. Hennes konst består av stilleben, figursaker, och landskap huvudsakligen i olja eller akvarell samt blommor i pastell. Vid sidan av sitt eget skapande illustrerade hon sina egna och andra författares böcker bland annat Marta Dahls Spår av indian. Vera Evenborn är gravsatt i minneslunden på Sankt Pauli mellersta kyrkogård i Malmö.